# Дагуань
27°45′02″ пн. ш. 103°53′24″ сх. д. / 27.75052° пн. ш. 103.88993° сх. д.
Дагуань (кит. 大关县, пін. Dàguān Xiàn) — один із повітів КНР у складі префектури Чжаотун, провінція Юньнань. Адміністративний центр — містечко Цуйхуа.

## Географія
Дагуань лежить на висоті близько 1130 метрів над рівнем моря на півночі Юньнань-Гуйчжоуського плато.

### Клімат
Повіт знаходиться у зоні, котра характеризується океанічним кліматом субтропічних нагір'їв. Найтепліший місяць — липень із середньою температурою 23,2 °C. Найхолодніший місяць — січень, із середньою температурою 4,4 °С.
| Клімат повіту Дагуань   | Клімат повіту Дагуань | Клімат повіту Дагуань | Клімат повіту Дагуань | Клімат повіту Дагуань | Клімат повіту Дагуань | Клімат повіту Дагуань | Клімат повіту Дагуань | Клімат повіту Дагуань | Клімат повіту Дагуань | Клімат повіту Дагуань | Клімат повіту Дагуань | Клімат повіту Дагуань | Клімат повіту Дагуань |
| Показник                | Січ.                  | Лют.                  | Бер.                  | Квіт.                 | Трав.                 | Черв.                 | Лип.                  | Серп.                 | Вер.                  | Жовт.                 | Лист.                 | Груд.                 | Рік                   |
| Середній максимум, °C   | 7,6                   | 10,6                  | 15,6                  | 21,1                  | 24,2                  | 25,8                  | 28,6                  | 28,3                  | 24,7                  | 18,1                  | 14,7                  | 9,4                   | 19,1                  |
| Середня температура, °C | 4,4                   | 6,6                   | 10,6                  | 15,5                  | 18,8                  | 21                    | 23,2                  | 22,7                  | 19,7                  | 14,7                  | 11                    | 6,1                   | 14,5                  |
| Середній мінімум, °C    | 2,4                   | 4,3                   | 7,6                   | 12                    | 15,3                  | 17,9                  | 19,7                  | 19,3                  | 16,8                  | 12,7                  | 8,7                   | 4,2                   | 11,7                  |
| Норма опадів, мм        | 11.2                  | 12.8                  | 23.7                  | 49.5                  | 89.1                  | 152.1                 | 218.8                 | 203.9                 | 128                   | 63.7                  | 23.7                  | 9.3                   | 985.8                 |
| Вологість повітря, %    | 82                    | 80                    | 76                    | 74                    | 74                    | 80                    | 81                    | 81                    | 83                    | 87                    | 83                    | 83                    | 80.3                  |
| ----------------------- | --------------------- | --------------------- | --------------------- | --------------------- | --------------------- | --------------------- | --------------------- | --------------------- | --------------------- | --------------------- | --------------------- | --------------------- | --------------------- |
| Джерело: data.cma.cn    |                       |                       |                       |                       |                       |                       |                       |                       |                       |                       |                       |                       |                       |